# Le Châtelier
Le Châtelier è un comune francese di 66 abitanti situato nel dipartimento della Marna nella regione del Grand Est.

## Società

### Evoluzione demografica
Abitanti censiti